# Vista Hermosa, Múgica
Vista Hermosa är en ort i Mexiko.   Den ligger i kommunen Múgica och delstaten Michoacán de Ocampo, i den södra delen av landet, 300 km väster om huvudstaden Mexico City. Vista Hermosa ligger 346 meter över havet och antalet invånare är 310.
Terrängen runt Vista Hermosa är platt åt sydväst, men åt nordost är den kuperad. Terrängen runt Vista Hermosa sluttar söderut. Runt Vista Hermosa är det glesbefolkat, med 16 invånare per kvadratkilometer. Närmaste större samhälle är Nueva Italia de Ruiz, 4,9 km norr om Vista Hermosa. I omgivningarna runt Vista Hermosa växer huvudsakligen savannskog.